# Tatiana Savélieva
Tatiana Savélieva   (Sant Petersburg, 22 de maig de 1947), de casada Glàdixeva, és una nedadora russa, ja retirada, especialista en esquena, que va competir sota bandera soviètica durant la dècada de 1960.
El 1964 va prendre part en els Jocs Olímpics d'Estiu de Tòquio, on va disputar dues proves del programa de natació. Fent equip amb Svetlana Babanina, Tatyana Devyatova i Natalya Ustinova guanyà la medalla de bronze en els 4x100 metres estils, mentre en els 100 metres esquena quedà eliminada en sèries. Quatre anys més tard, als Jocs de Ciutat de Mèxic, tornà a disputar dues proves del programa de natació. En ambdues quedà eliminada en sèries.
En el seu palmarès també destaquen cinc campionats nacionals: tres en els 100 mestres esquena (1964 a 1966) i dos en els 200 metres esquena (1967 i 1968). Entre 1967 i 1968 va aconseguir millorar sis rècords nacionals dels 100 i 200 metres esquena.
Es va graduar a la Universitat Politècnica de Sant Petersburg.